# Warren Street (métro de Londres)
Warren Street est une station de la Northern line, branches Charing Cross, et de la Victoria line, du métro de Londres, en zone 1. Elle est située sur laTottenham Court Road, dans le quartier de l'Euston Road (en), sur le territoire du borough londonien de Camden.

## Situation sur le réseau
La station Warren Street est située sur la branche de Charing Cross de la Northern line, entre Goodge Street et Euston, et sur la Victoria line entre Oxford Circus et Euston. Elle est située en zone 1.

## Histoire
La station a ouvert le 22 juin 1907 sur la Charing Cross, Euston & Hampstead Railway (en), sous le nom d'Euston Road : ces mots sont encore visibles sur les carreaux des quais de la Northern line, bien que la station ait été renommée Warren Street dès l'année suivante.
Le bâtiment au-dessus de la station actuelle date du moment de l'installation des escalators. Les quais de la Victoria line ont ouvert le 1er décembre 1968.
Un des quais de la Northern line a été utilisé pour tourner des scènes du film d'horreur Le Métro de la mort (1972). Warren Street a été le site de l'une des bombes des attentats de Londres du 21 juillet 2005.
Dans le court couloir du niveau intermédiaire, on peut voir la trace d'un des puits utilisés pendant la construction de la Victoria line. Ce puits est également visible depuis les quais de la ligne. Son emplacement est invisible depuis la surface. Avant l'installation des escaliers mécaniques, la station utilisait des ascenseurs. Au pied des escalators de la Northern line se trouve un passage fermé qui y donnait accès. Les escalators du niveau supérieur traversent le conduit des ascenseurs, qui n'est donc pas visible plus haut.

## Services aux voyageurs

### Accès et accueil
La station comporte quatre niveaux principaux. Le niveau supérieur ouvre sur la rue par deux entrées séparées. La salle des billets est à ce niveau. Trois escalators donnent accès au niveau intermédiaire, où se séparent les voyageurs de la Northern line et ceux de la Victoria line. Deux escalators descendent vers la Northern line et deux autres, légèrement plus longs, vers la Victoria line. Au bas des escalators de la Northern line, il faut encore descendre quelques marches pour accéder aux quais. Ceux de la Victoria line sont au même niveau que le bas des escalators.

## À proximité
- Euston Tower